# Diaminopyrimidine
Diaminopyrimidine sind basische organische Verbindungen mit zwei Aminogruppen an einem Pyrimidinring. Je nach Anordnung der Aminogruppen am Ring können vier Isomere entstehen.

## Vertreter
| Gefahrensymbol |

| keine Einstufung verfügbar |

| keine GHS-Piktogramme |

| Gefahrensymbol |

## Verwendung
Derivate von Diaminopyrimidinen werden als pharmakologische Wirkstoffe eingesetzt. Sie wirken häufig als Folsäure-Antagonist und hemmen die bakterielle Dihydrofolat-Reduktase. Da Folsäure für viele Bakterien ein wichtiger Wuchsstoff ist und die Diaminopyrimidine die Synthese von Folsäure innerhalb eines Bakteriums blockieren, wirken sie als Antibiotikum.
Vertreter dieser Gruppe sind zum Beispiel:
- Aminopterin
- Iclaprim
- Kopexil (wird als „Aminexil“ zur Behandlung von Haarausfall verwendet)
- Methotrexat
- Pyrimethamin
- Minoxidil (wird zur Behandlung von Haarausfall verwendet)
- Trimethoprim (wichtigster Vertreter der Gruppe)
- Nukleosidtriphosphate mit 2,5-Diaminopyrimidin-Teilstruktur (kommen bei der Biosynthese von Biopterin aus GTP vor)

Die strukturell ähnlichen Diaminopyridine, z. B. das 3,4-Diaminopyridin, werden bei neurologischen Erkrankungen wie dem Lambert-Eaton-Myasthenie-Syndrom eingesetzt. Dabei wird ihr Einfluss auf präsynaptische Kaliumkanäle und darüber vermittelte vermehrte Freisetzung von Transmittern genutzt.